# Bad Cop/Bad Cop
Bad Cop/Bad Cop és un grup de punk rock estatunidenc del sud de Califòrnia. La baixista Jen Carlson va fundar la banda el 2011 juntament amb Stacey Dee (veu i guitarra), Myra Gallarza (bateria) i Jennie Cotterill (veu i guitarra). El nom del grup és una al·lusió a l'expressió «policia bo, policia dolent». El 2012 van publicar la primera maqueta, Get Rad, seguida d'un EP amb el mateix nom. Carlson va deixar la banda poc després dels enregistraments, havent presentat abans al grup, però, la seua successora, Linh Le.

## Discografia

### Àlbums d'estudi
- Not Sorry (2015)[4]
- Warriors (2017)[5]
- The Ride (2020)

### EP
- Get Rad (2012)
- Bad Cop/Bad Cop (2013)
- Boss Lady (2014)
- Don (2016)